# Азовское торговое пароходство
Азо́вское торго́вое парохо́дство (укр. Азо́вське торго́ве паропла́вство) — торговое пароходство в бассейне Азовского моря. 

## История
В бассейне Азовского моря паровое судоходство началось в 50-х годах XIX века с основания акционерного «Общества пароходства по Дону, Азовскому и Чёрному морям». В 60—80-х годах XIX века в бассейне один за другим возникли общества «Танаис» (1868), «Общество Азовского пароходства» (1871), общество «Регир». Пароходные общества, принадлежавшие частным судовладельцам, в средине 1890-х годов в результате жёсткой конкуренции обанкротились, и в начале XX века морские транспортные перевозки сосредоточились в руках трёх крупнейших пароходных обществ — «Русского общества пароходства и торговли» (РОПиТ) (1856), Доброфлота и Русского транспортного и страхового общества, количество пароходов которых в течение 1900—13 годов выросла с 316 до 438, а их водоизмещение — с 186,8 до 241,9 тыс. регистровых т.
В 1915—1918 годах, после вступления в Первую мировую войну Турции, флот почти не работал. 6 февраля 1918 года все плавсредства Азово-Черноморского бассейна были национализированы[кем?]. В пореволюционные года весь торговый флот был отстроен. Он сыграл заметную роль в годы Великой Отечественной войны Советского Союза 1941—1945 годов. В послевоенные года торговый флот на Чёрном и Азовском морях был полностью переоснащён и в 1953 году реорганизован в «Черноморское государственное морское пароходство» (ЧГМП) с управлением в Одессе. До 1991 года хозяйство пароходства располагалось на территориях УССР, РСФСР и Грузин. ССР. В его состав входило, в частности, Азовское управления ЧГМП в Мариуполе.
После провозглашения независимости Украины все суда, приписанные к азово-черноморским портам Украины, были признаны её собственностью. ЧГМП было ликвидировано.